# Табусе
Табусе (яп. 田布施町, たぶせちょう, табусе тьо ) — містечко в Японії, у південно-східній частині префектури Ямаґуті. Засноване 1948 року шляхом об'єднання ряду сіл повіту Кумаґе.
Табусе відоме як батьківщина прем'єр-міністрів Японії Кісі Нобусуке і Сато Ейсаку.